# Digitalis mariana subsp. heywoodii
Digitalis mariana subsp. heywoodii é uma subespécie de planta com flor pertencente à família Scrophulariaceae. 
A autoridade científica da subespécie é (P.Silva & M.Silva) Hinz, tendo sido publicada em Candollea 44: 168. 1989.

## Portugal
Trata-se de uma subespécie presente no território português, nomeadamente em Portugal Continental.
Em termos de naturalidade é endémica da região atrás referida.

## Protecção
Não se encontra protegida por legislação portuguesa ou da Comunidade Europeia.